# Zorocrates chamela
Zorocrates chamela is een spinnensoort uit de familie Zoropsidae. De soort komt voor in Mexico. 